# 日本郵政グループ女子陸上部
日本郵政グループ女子陸上部（にっぽんゆうせいグループじょしりくじょうぶ）は、日本郵政グループの女子陸上競技部である。

## 概要
2013年10月にJPタワーで創部発表会を行い、2014年4月に日本郵政グループ創業初の実業団チームとして創部された。「手紙を運ぶ郵便」と「たすきをつなぐ駅伝」の親和性の強さから、駅伝を中心に、中長距離選手の育成・支援をするとともに、スポーツ活動を通じた、地域・社会への貢献も目指すことをチームの理念としている。監督には積水化学、リクルートACでコーチとして高橋尚子・有森裕子を指導し、UFJ銀行・トヨタ車体・東京電力（いずれも休廃部）の監督を務めた高橋昌彦を迎えた。
選手は日本郵政グループの3社（日本郵便・ゆうちょ銀行・かんぽ生命保険）に所属しながら競技活動を行っている。2015年3月に東京都小金井市に寮が完成し、全ての選手が集団生活を送っている。

## 主な実績
2015年
- 第35回全日本実業団対抗女子駅伝競走大会 12位[7]

2016年
- 第36回全日本実業団対抗女子駅伝競走大会 優勝[8]

2017年
- 第37回全日本実業団対抗女子駅伝競走大会 3位[9]

2018年
- 第38回全日本実業団対抗女子駅伝競走大会 7位[10]

2019年
- 第39回全日本実業団対抗女子駅伝競走大会 優勝

2020年
- 第40回全日本実業団対抗女子駅伝競走大会 優勝

2021年
- 第41回全日本実業団対抗女子駅伝競走大会 4位

2022年
- 第42回全日本実業団対抗女子駅伝競走大会 3位

2023年
- 第43回全日本実業団対抗女子駅伝競走大会 2位

2024年
- 第44回全日本実業団対抗女子駅伝競走大会 優勝

## 選手・スタッフ

### 選手
1期生（2014年）
鈴木亜由子、柴田千歳（～2019）、関根花観（～2020）、池田優子（～2016）、小座間夏子（～2016）、藤田千尋（～2016）
2期生（2015年）
寺内希（～2018）、岩高莉奈（～2017）、岩橋優（～2017）、東出早紀子（～2017）
3期生（2016年）
鍋島莉奈（～2021、積水化学に移籍）、宇都宮恵理（～2021）、中川京香（～2017）
4期生（2017年）
上原明悠美（～2018）、木村芙有加（～2019）、澤口真美絵（～2019）、廣瀬亜美（～2017）
5期生（2018年）
太田琴菜、樽本知夏（～2023）、林英麻（～2021）
6期生（2019年）
大西ひかり、菅田雅香、高橋明日香（～2022）、廣中璃梨佳
8期生（2021年）
小坂井智絵、土井葉月、三原梓（～2023、ルートインホテルズに移籍）
9期生（2022年）
和田有菜、山中菜摘
10期生（2023年）
牛佳慧、杉森心音、田島愛梨
11期生（2024年）
カリバ・カロライン

### スタッフ
- 高橋昌彦（監督）
- 齋藤由貴（コーチ）
- 比企和一（コーチ）
- 早瀬浩二（コーチ）
- 新井智美（コーチ）
- 澤口真美絵（マネジャー）
- 安里春菜（管理栄養士）